# Kraftwerkssimulator

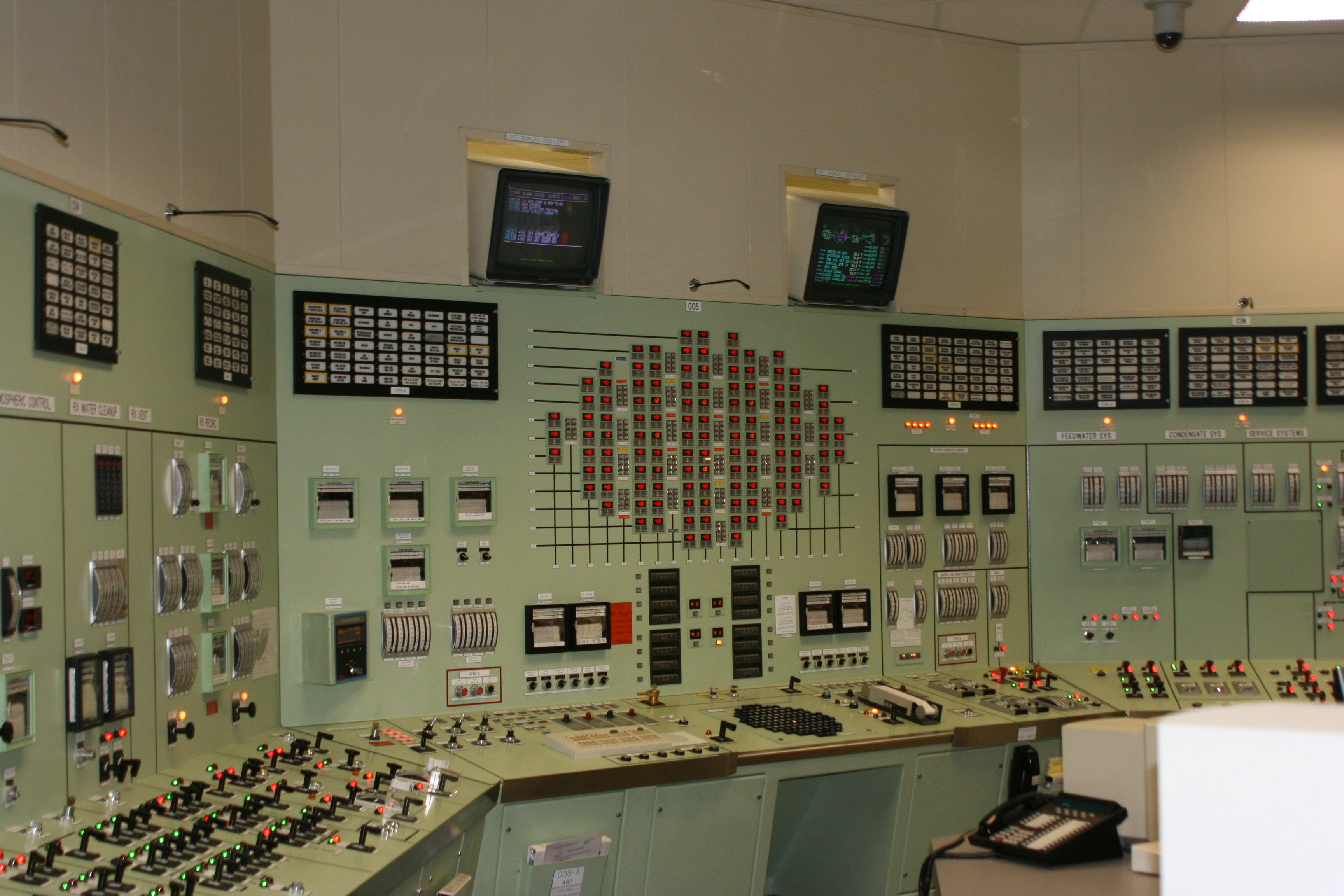
Kraftwerk-Simulationsraum im Kernkraftwerk Monticello, USA

Ein Kraftwerkssimulator ist ein computergestützter Simulator, mit dem zur Schulung des Betriebspersonals das dynamische Verhalten eines Kraftwerks nachgebildet wird. Hier können sowohl der reguläre Betrieb mit den notwendigen Lastanpassungen (Lastfolgebetrieb) als auch Sondersituationen wie das An- und Abfahren und Extremsituationen wie Funktionsstörungen und Komponentenausfälle gefahrlos simuliert werden und das richtige Verhalten des Anlagenführers trainiert werden. 
Damit die Simulation für die Schulungsteilnehmer unter möglichst realitätsnahen Bedingungen stattfindet, wird ein Leitstand mit „echter“ Benutzeroberfläche des Leittechniksystems nachgebildet. Die Tatsache, dass Leitstände in modernen Kraftwerken statt großer, aufwändiger Wandtafeln (siehe Bild) zunehmend die Visualisierung per Computer nutzen, erleichtert die Nachbildung.
Besonders wichtig und wertvoll ist ein solches Training für den Betrieb von Kernkraftwerken, die bei der Simulation eine Vorreiterrolle übernehmen. Auch für konventionelle Kraftwerke wird zunehmend die Simulation als Methode der Schulung genutzt, und auch für Kraftwerke auf Basis erneuerbarer Energien (Wind, Wasser, Sonne) werden zunehmend Simulationen entwickelt, die aber weniger der Anlagensicherheit, sondern mehr einen wirtschaftlich optimierten Betrieb bei wechselnden Wetterbedingungen zum Ziel haben.

## Beispiele für Kraftwerkssimulatoren
- Simulatorzentrum KSG/GfS, Essen-Kupferdreh (VGB et al.)[1][2]
- Kraftwerk Niederaußem (RWE)[3]
- Kraftwerk Schwarze Pumpe (Vattenfall Europe)[4][5]